# Giro del Veneto 2009
Il Giro del Veneto 2009, ottantunesima edizione della corsa e valida come evento dell'UCI Europe Tour 2009 categoria 1.HC, si svolse il 29 agosto 2009 su un percorso di 199,6 km. Fu vinto dall'italiano Filippo Pozzato che terminò la gara in 4h33'50", alla media di 43,73 km/h.
Partenza con 140 ciclisti, dei quali 45 portarono a termine il percorso.

## Ordine d'arrivo (Top 10)
| Pos. | Corridore            | Squadra       | Tempo    |
| ---- | -------------------- | ------------- | -------- |
| 1    | Filippo Pozzato      | Katusha       | 4h33'50" |
| 2    | Carlo Scognamiglio   | Barloworld    | s.t.     |
| 3    | Luca Paolini         | Acqua & Sap.  | s.t.     |
| 4    | Alessandro Proni     | ISD-Neri      | a 18"    |
| 5    | Pavel Brutt          | Katusha       | s.t.     |
| 6    | Miguel Ángel Rubiano | C. Calzatura  | s.t.     |
| 7    | Valerio Agnoli       | Liquigas      | s.t.     |
| 8    | Francisco Ventoso    | Carmiooro     | s.t.     |
| 9    | Giovanni Visconti    | ISD-Neri      | s.t.     |
| 10   | Maurizio Biondo      | Cer. Flaminia | s.t.     |